# Ulica Królewiecka w Braniewie
Ulica Królewiecka w Braniewie – ulica Braniewa. Jedna z ważniejszych i najdłuższych arterii komunikacyjnych miasta. Jest w całości częścią drogi krajowej nr 54.
Do 1945 roku ulica nosiła nazwę Königsberger Straße (jeszcze wcześniej Tamm, Schloßdamm). W czasach Polski Ludowej natomiast Bohaterów Stalingradu. Pod obecną nazwą od 1 grudnia 1990.

## Historia

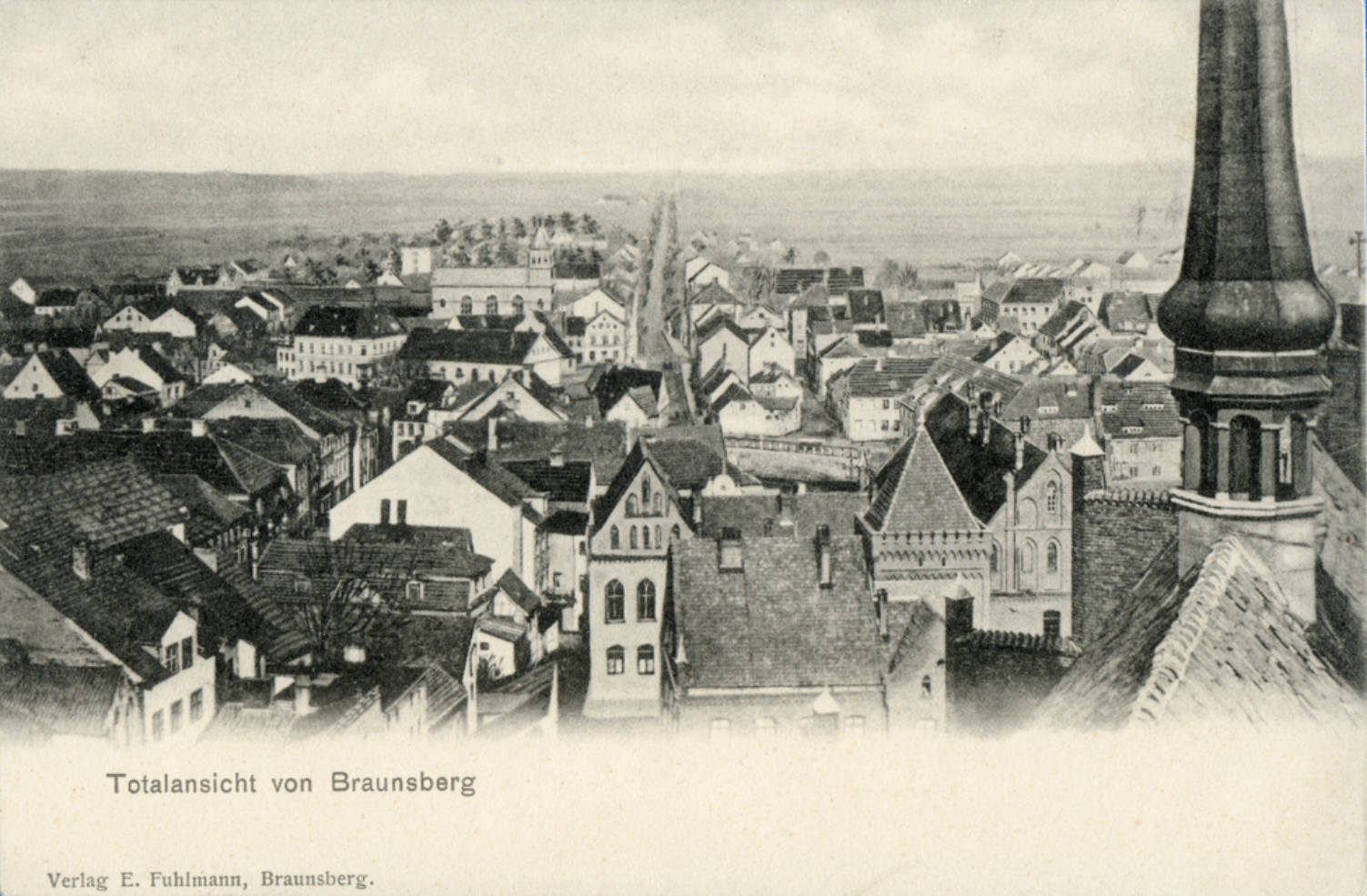
ul. Królewiecka na wprost po linię horyzontu w linii prostej, pocz. XX w.

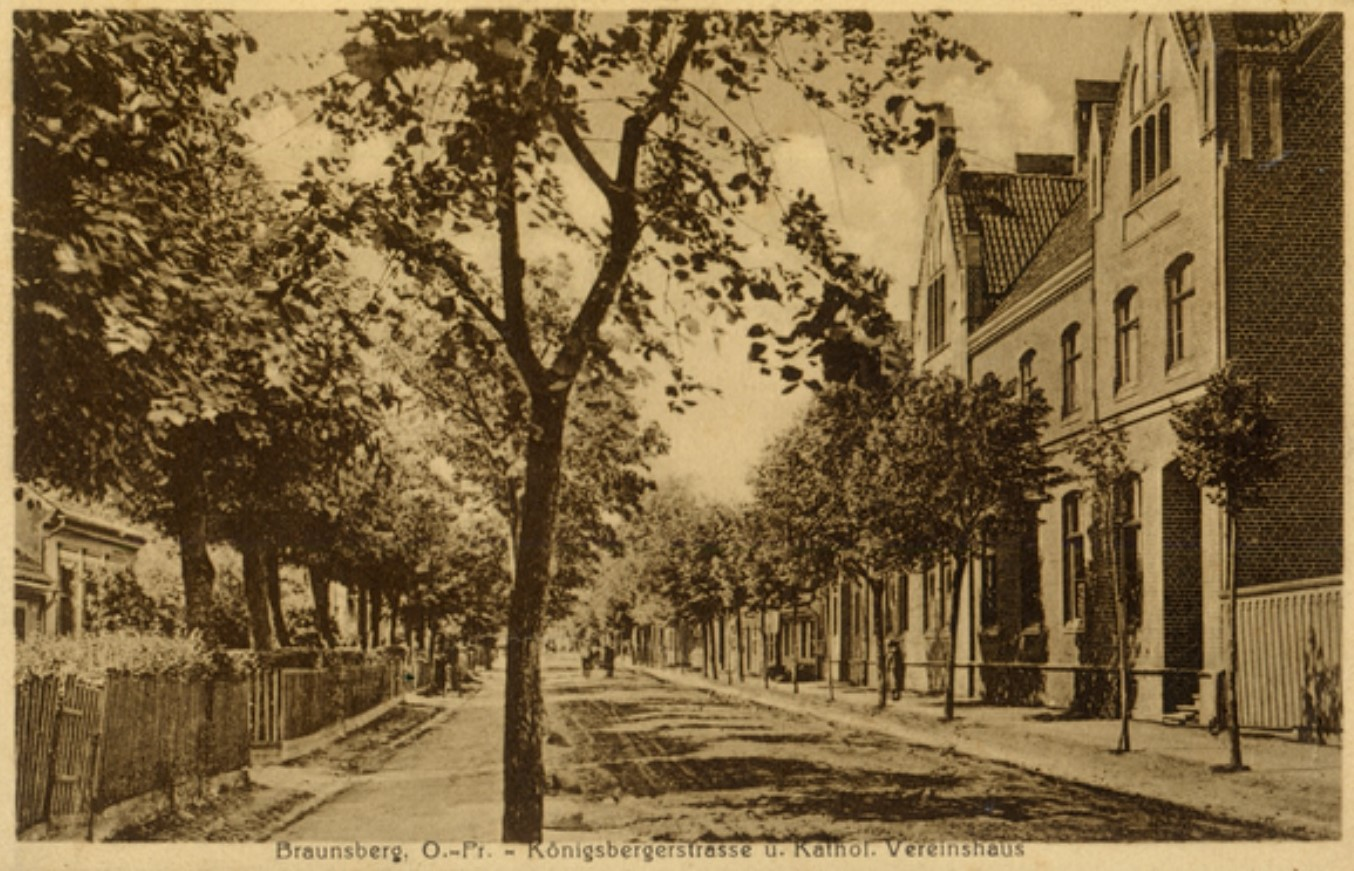
ul. Królewiecka na pocz. XX w., (Katholisches Vereinshaus)

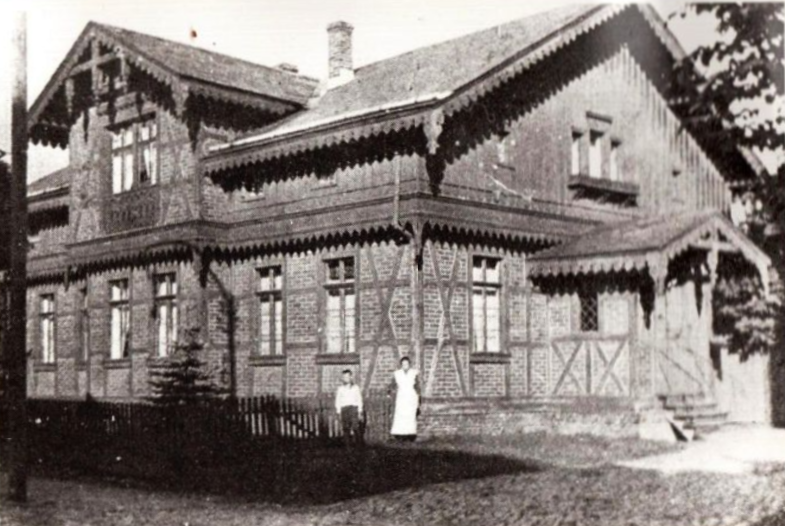
Dom Szwajcarski z XIX w., przeniesiony w 2009 do Topolna Małego

Ulica Królewiecka została pierwotnie utworzona jako wał ziemny. Rozdzielała ona dwa obszary: tereny po lewej należały do Królewskiego Przedmieścia (Königsberger Vorstadt), a po prawej leżały historyczne dobra zamku biskupiego. W latach 1818–1826 roku wytyczono i poprowadzono tędy tzw. Berliński Trakt (Berliner Chaussee, później nazwany Reichsstraße 1). Wówczas zmieniono przebieg drogi, wytyczając ją niemal w linii prostej. Nowa szosa o szerokości 7 m, biegnąca z Królewca przez Braniewo i Frombork do Elbląga, była najważniejszą drogą krajową i kursowała nią poczta konna.
W nocy z 19 na 20 stycznia 1824 wielki pożar w Nowym Mieście i na Królewieckim Przedmieściu strawił 65 budynków. Stodoły, które stały przy ulicy, nie zostały już przy niej odbudowane. Natomiast pozyskane place przeznaczono pod zabudowę mieszkalną. W następnych latach wzniesiono przy ulicy również kościół ewangelicki oraz szkołę.
Do 20 sierpnia 1894 ulica Królewiecka należała administracyjnie do związku gmin (niem. Amt) Szyleny, dopiero od tego dnia włączona została do miasta Braniewa.
17 lipca 1946 został przy tej ulicy otwarty szpital, w przedwojennym budynku spełniającym tę samą funkcję. W 1958 w szpitalu otworzono oddział dziecięcy, w 1964 zaś przeciwgruźliczy. W 1970 szpital liczył już pięć oddziałów  – wewnętrzny, chirurgiczny, położniczo-ginekologiczny i dziecięcy. W 1975 szpital został przeniesiono do nowo wybudowanego większego gmachu szpitala na 181 łóżek przy ul. Moniuszki.
9 listopada 1994, po przebudowie skrzyżowania ulic Gdańskiej, Kościuszki, Królewieckiej i pl. Piłsudskiego została na tym węźle drogowym zamontowana pierwsza (i do 2025 jedyna) sygnalizacja świetlna w Braniewie, usprawniając ruch w mieście, zwłaszcza w godzinach szczytu. Koszt tej inwestycji wyniósł 5 mld ówczesnych polskich złotych.
Po raz kolejny ulica zyskała na znaczeniu w I i II dekadzie XXI w., gdy wraz ze wzrostem ruchu transgranicznego z obwodem królewieckim zaczęły wzdłuż ulicy powstawać liczne obiekty handlowo-usługowe.

## Wybrane obiekty
- Kościół św. Antoniego
- Zespół Szkół Budowlanych
- Powiatowa Stacja Sanitarno-Epidemiologiczna
- Stacja Paliw (Orlen)
- Szpital powiatowy (1946–1975, współcześnie DPS)
- Pomnik Kresowych Żołnierzy Niezłomnych Wyklętych
- Liczne obiekty handlowo-usługowe

## Galeria zdjęć

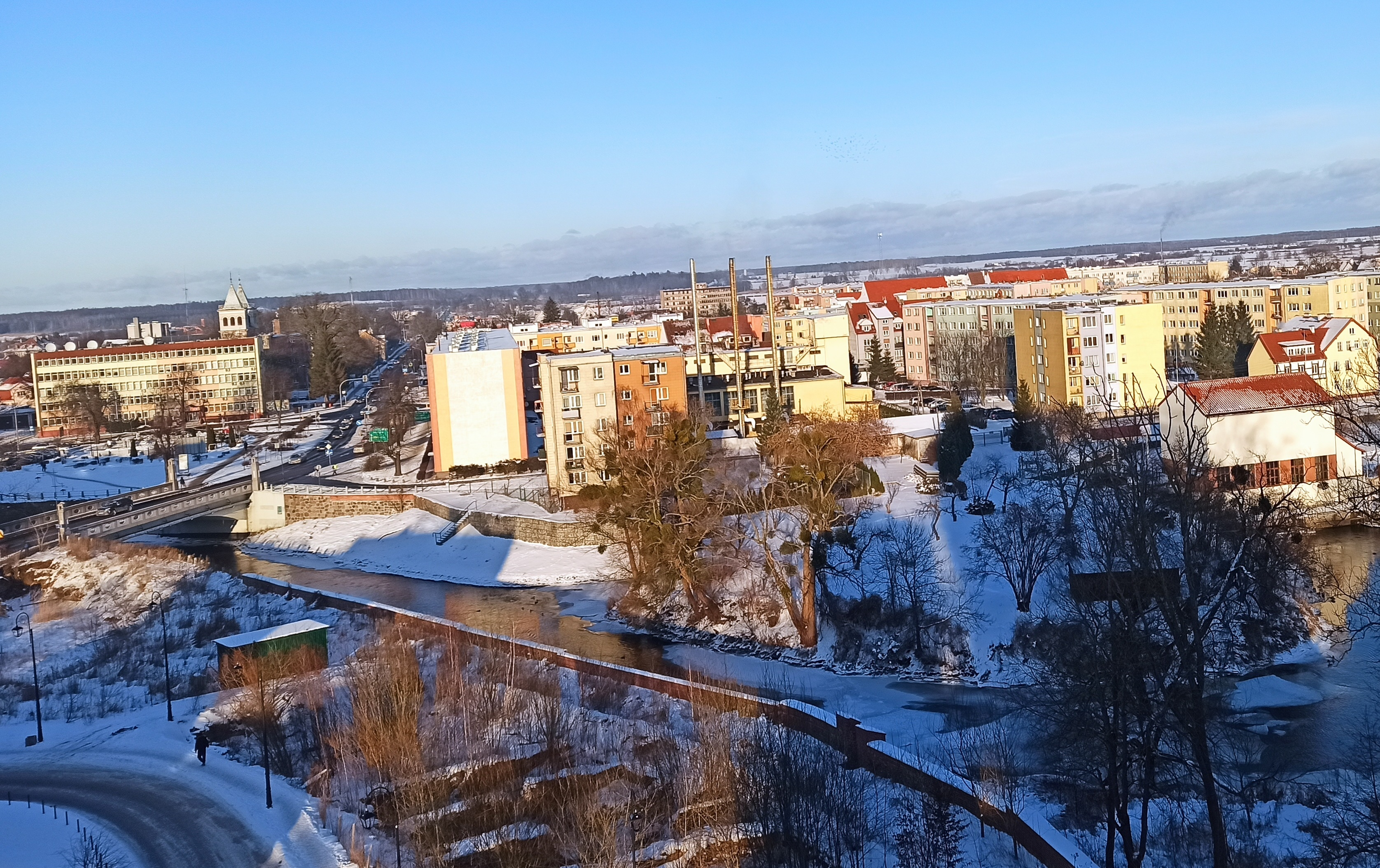
Ul. Królewiecka po lewej
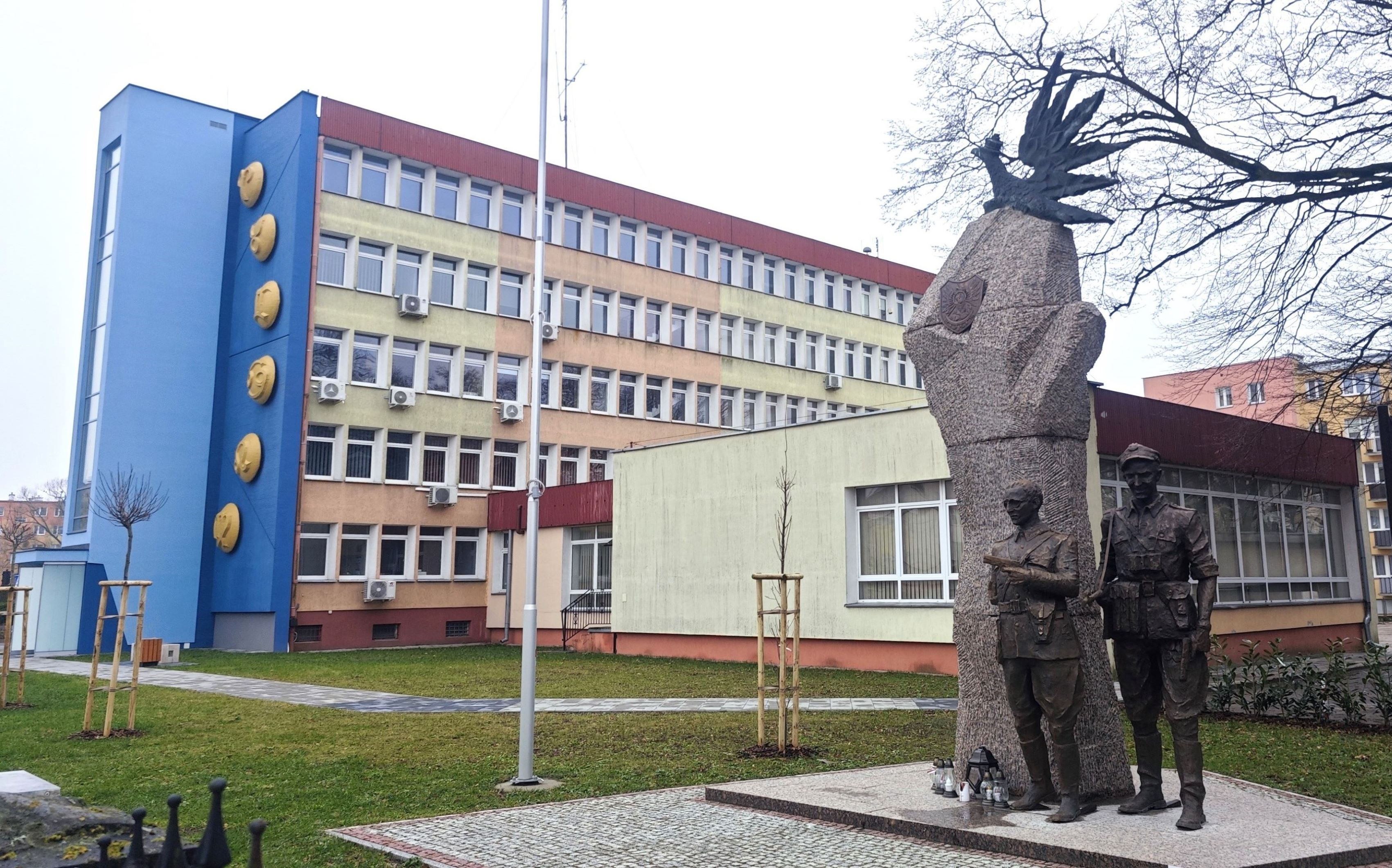
Pomnik Kresowych Żołnierzy
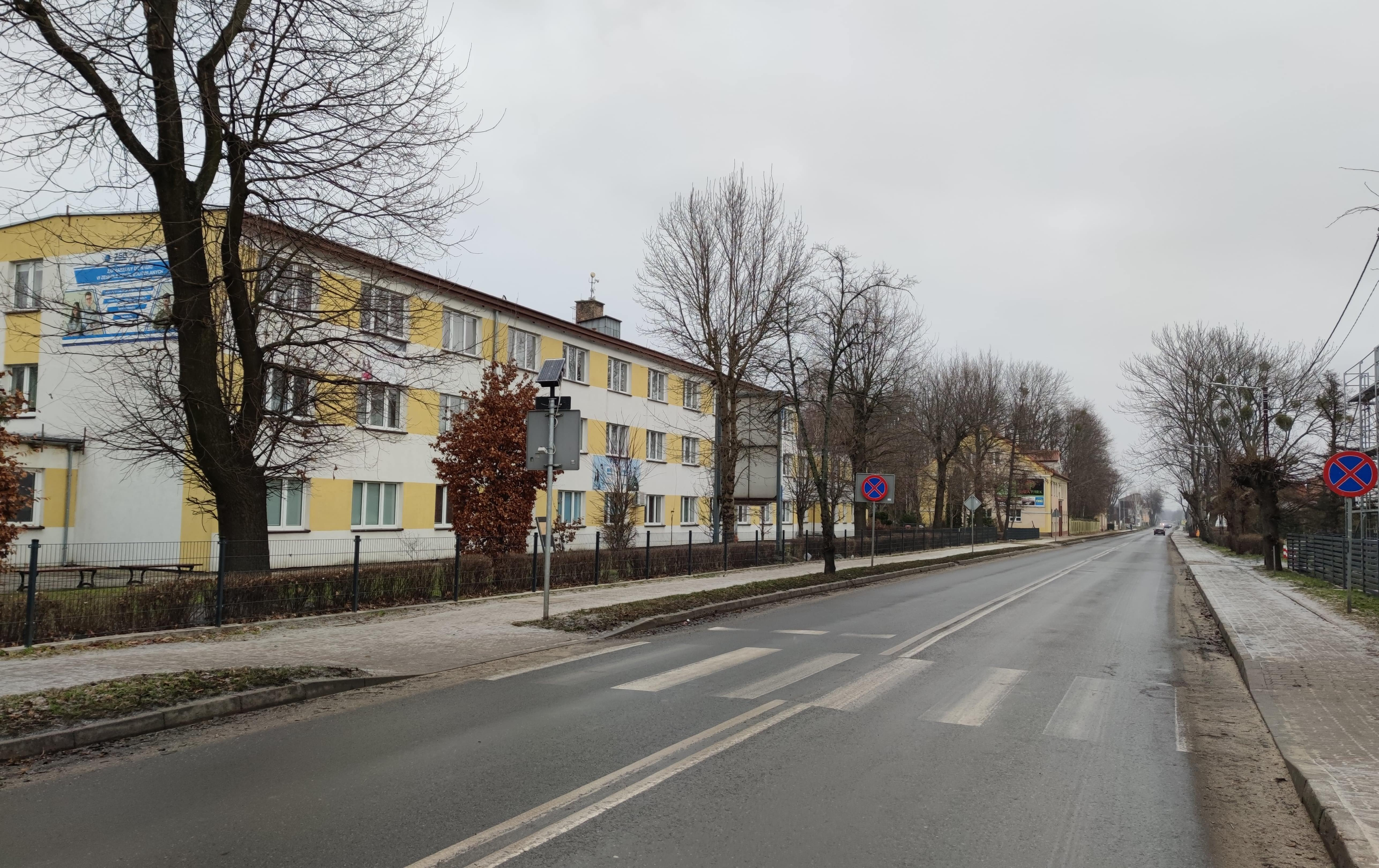
Zespół Szkół Budowlanych
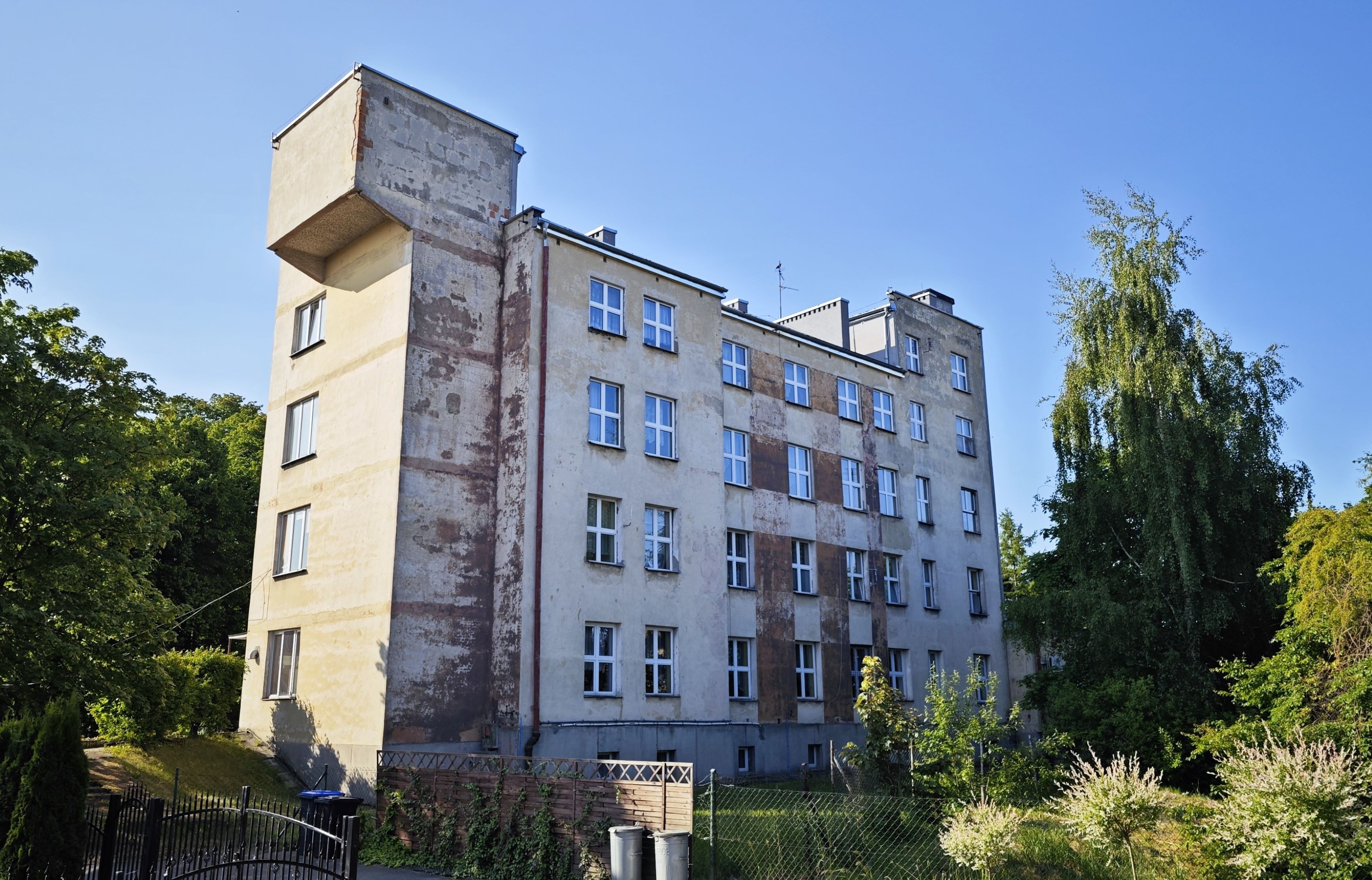
Do 1975 szpital, teraz DPS
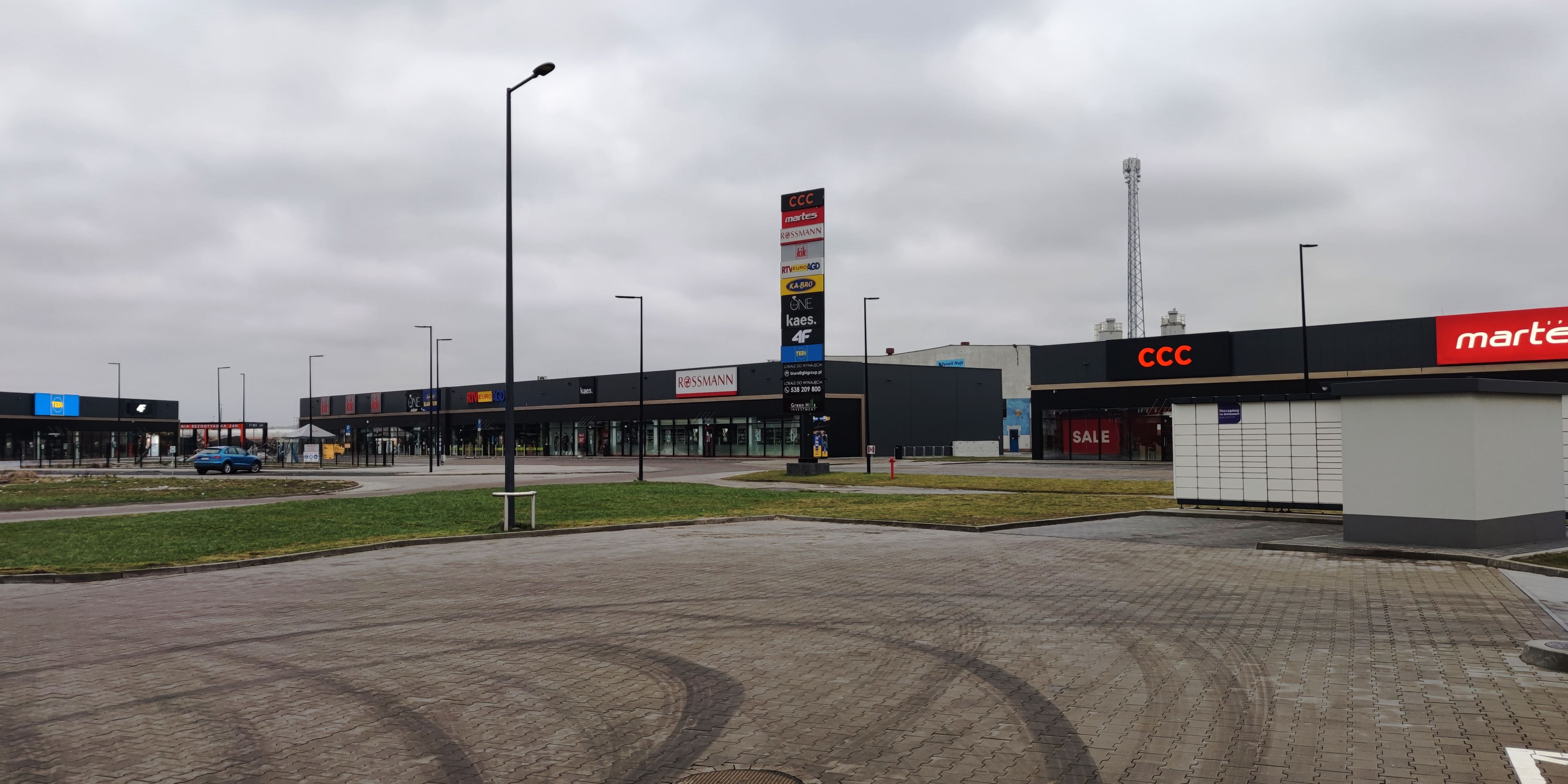
Galeria handlowa
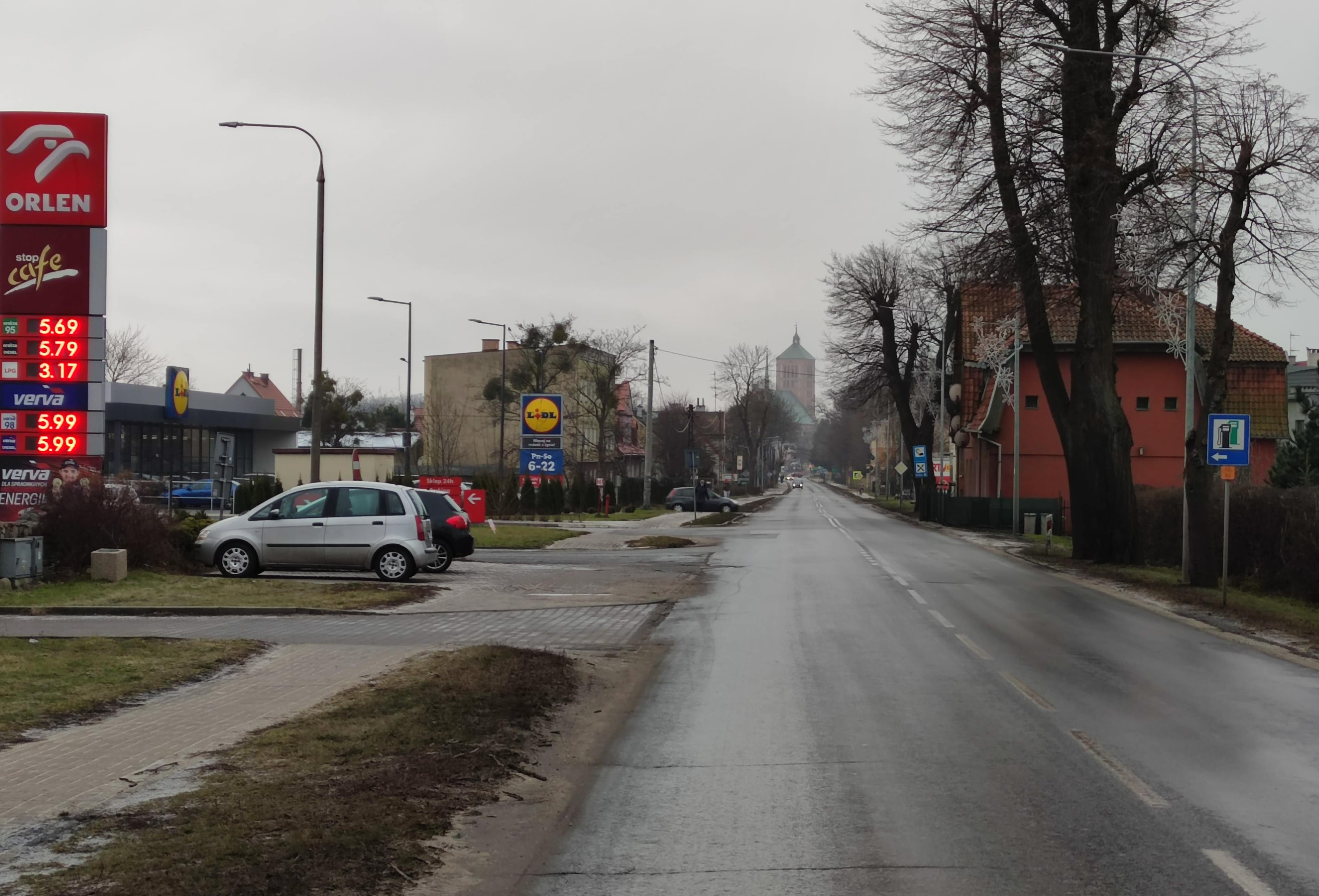
W tle bazylika mniejsza